# 爱德华·威廉·布雷利
爱德华·威廉·布雷利（Edward William Brayley，1801年9月28日—1870年2月1日）是一位英国地理学家、图书馆员暨科普作家，皇家学会会员。

## 早年生活
1801年，布雷利出生于伦敦，是著名古董商爱德华·韦德莱克·布雷利(Edward Wedlake Brayley)的儿子(母亲叫安妮,约1771年–1850年)。他的早期教育是在其兄弟亨利(Henry)和霍雷肖(Horatio)的陪伴和庇护下渡过的，成长经历较为平淡，与外界或其它孩子很少有接触。后曾就读于伦敦学院(London Institution)及威廉·托马斯·布兰德主持下的大不列颠皇家研究院(Royal Institution)。
布雷利的人生方向并没有遵循他父亲的期望而转向科学事业，成为一名多才的博学之士。他先后在包括《哲学杂志》在内的多家科学期刊上发表过多种不同主题内容的文章，这也使他在1823年-1844年间成为一名助理编辑。1829年-1830年，布雷利受邀担任罗兰·希尔在哈泽伍德(Hazelwood)、埃格卑斯顿(Edgbaston)、伯明翰、布鲁斯堡(Bruce Castle)、托特纳姆及伦敦等多地学校的物理科学主讲教授。

## 图书馆员、讲师
1834年，他成为伦敦学院的一名图书管理员，1865年担任自然地理学教授，曾在那里以及皇家研究院、伦敦大学伯贝克学院和贝尔格雷夫(Belgrave)、罗素(Russell)和马里波恩(Marylebone)等研究学会发表过一系列不同主题的演讲。作为伦敦学院的院士，他经常被称为最佳的演讲救场人，他的讲演涉猎：

| - 流星体与气象学； - 矿物学； - 自然地埋； - 泥炭； - "金属矿床"； | - "最近的食蚀"； - "罗斯6英尺折射望远镜"； - "霍尔效应传感器"； - 庞贝古城遗址; - 卡罗法摄影术。 |

## 编撰
他的大部分科学著作涉及对他人所发表观点的分析与综合中。布雷利的著作发表在塞缪尔·帕克斯(Samuel Parkes)的《化学问答手册》(1834年)，此外，在英文百科全书中也发表过许多传记和科学文章。布雷利与威廉·罗伯特·格罗夫既是朋友又是合作伙伴，1846年他俩合作出版了有关能量守恒的开创性著作—《自然力的相关性》。1847年他还协助卢克·霍华德完成了《气象学》(Barometrographia)的编辑。

## 人格与死亡
虽然他结过婚，没有人知道他的妻子是谁。1870年2月1日，他因心血管疾病，在伦敦伊斯灵顿的家中去世。

## 公职和荣誉
- 伦敦动物学会创始会员[1]；
- 伦敦化学学会创始会员[1]；
- 巴塞尔自然研究学会通信会员[1]；
- 美国哲学会会员[1]；
- 伦敦电气协会会员
- 英国皇家气象学会(1850年)[1]；
- 皇家学会会员(1854年)[1]；
- 月球上的布雷利陨石坑就是以他的名字命名的[3]。

## 备注
1. 1 2 3 4 5 6 7 8 9 10  Hays (2004)
2. ↑  Brayley (1825)
3. ↑  Cocks, E. E.; Cocks, J. C. . Tudor Publishers. 1995. ISBN 0-936389-27-3.